# Parascotia fuliginaria
Parascotia fuliginaria és una espècie de lepidòpter ditrisi de la subfamília Boletobiinae i la família Erebidae. És membre de la tribu Boletobiini.

## Distribució
Es troba a Europa i s'ha introduït a Amèrica del Nord.

## Descripció
Fa 18-28 mm d'envergadura alar. La longitud de les ales anteriors és de 11-14 mm. Els adults volen de juny a octubre, depenent de la ubicació.
Les larves s'alimenten de diversos bolets, com Piptoporus betulinus, Trametes versicolor i també de líquens.